# Фаброниевые
Фабро́ниевые (лат. Fabroniaceae) — семейство листостебельных мхов порядка Гипновые.

## Описание
Растения очень маленькие, часто образуют шелковистые маты, зелёные, жёлто-зелёные или серо-зелёные. Дерновинки плотные, зелёные.
Стебель ползучий, редко облиственный, с пучками ризоидов, разрежённо и неправильно разветвлённый, с прямостоячими плотно облиственными ветвями.
Сухие листья прилегающие, влажные — отстоящие, яйцевидно-ланцетные, большей частью длинно заострённые, не окаймлённые, гладкие. Пластинки плоские, зазубренные, зубчатые или реснично-зубчатые, редко цельные. Вершина острая, заострённая или длинно-заострённая, редко тупая. Жилка простая или отсутствует. Клетки листа тонкостенные, гладкие, в углах основания округло-квадратные.
Коробочка спорогона прямостоячая, симметричная, яйцевидная или продолговатая. Крышечка с коротким клювиком. Колечко дифференцировано, остающееся. Перистом простой или двойной, прямостоящий, вогнутый при засыхании, выгнутый при увлажнении. Экзостом, красно-коричневых, широколанцетных, тупых.

## Среда обитания и распространение
Представители семейства распространены главным образом в тёплых и умеренных зонах земного шара, на стволах деревьев, реже на скалах.

## Роды
- Anacamptodon
- Campylodontium
- Clasmatodon
- Dimerodontium
- Fabronia Raddi, 1808 — Фаброния
- Ischyrodon
- Levierella
- Macgregorella
- Myrinia
- Rhizofabronia